# 22 fructidor
22 thermidor 22 jour complémentaire
Le duodi 22 fructidor, officiellement dénommé jour de la noisette, est le 352e jour de l'année du calendrier républicain.
C'était généralement le 8e jour du mois de septembre dans le calendrier grégorien.